# Balliol College
Balliol College est l'un des colleges constitutifs de l'université d'Oxford au Royaume-Uni. Il se trouve non loin de son rival le Trinity College, situé à Broad Street.
Le collège est placé sous la protection de sainte Catherine d'Alexandrie. Il est jumelé avec le St Johns' College de l'université de Cambridge. Le jardin de Balliol College contient des fleurs splendides. Le collège est connu pour ses anciens élèves notables qui comprennent quatre premiers ministres du Royaume-Uni tels que l'ancien premier ministre Boris Johnson, ainsi que Asquith, Macmillan et Heath et a produit le deuxième plus grand nombre de premiers ministres de l'Université d'Oxford.

## Histoire
Il a été fondé en 1263 par Jean de Bailleul, seigneur écossais d'origine Picarde sous la houlette de l’évêque de Durham. Après sa mort le 25 octobre 1268, sa veuve, Derborgail de Galloway, rend la fondation définitive : elle lui apporte des biens et, en 1282, formule les statuts du collège. John Wycliffe dirigea Balliol College en 1360, et 1361. 
Le collège reste longtemps de taille modeste et, au XVIe siècle, se signale par sa fidélité à l'Église catholique romaine et sa résistance à l'anglicanisme. La Première Révolution anglaise frappe durement le collège, qui est contraint en 1642 de soutenir la Couronne par un « prêt » de ses réserves d'or et d'argent — prêt qui reste non remboursé à ce jour. En 1666, le grand incendie de Londres détruit certaines de ses propriétés, le plongeant dans un état de pauvreté encore plus grave. Le collège ne se rétablit financièrement qu'au début du XVIIIe siècle.
Sous la direction de Benjamin Jowett (1870–1893), le collège gagne en importance pour devenir l'un des plus renommés de l'université d'Oxford.

## Balliol college et le libéralisme

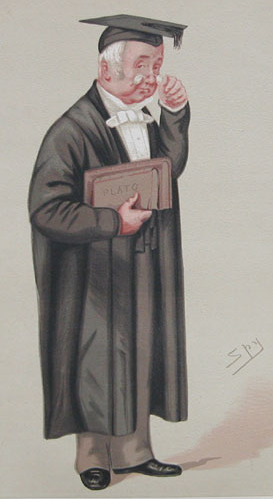
Benjamin Jowett, maître du collège durant la seconde partie du XIXe siècle, par Sir Leslie Ward 1876.

Blason de Balliol College.

Si Balliol college a compté Adam Smith parmi ses étudiants, c'est au XIXe siècle que le College va, en partie, inspirer le social-libéralisme. Il aura alors dans son corps professoral le philosophe Thomas Hill Green et l'historien de l'économie Arnold Toynbee, il  comptera parmi ses anciens étudiants A.V. Dicey, le juriste qui va mettre en avant l'idée de rule of law (État de droit), et le premier ministre  Herbert Henry Asquith. Durant cette période de formation du social-libéralisme, Balliol a eu un Maître très influent, Benjamin Jowett, un spécialiste de Saint Paul, de Platon ainsi que de Kant et d'Hegel qu'il interprétait non pas sous l'angle  métaphysique mais en lien avec la vie. À son sujet, les étudiants de ce collège avaient inventé une chanson : 
« First come I.
My name is J-W-TT.
There's no knowledge but I know it.
I am Master of this College,
What I don't know isn't knowledge. »

## Étudiants et anciens
Traditionnellement, ses étudiants figurent parmi les plus politiquement engagés de l'université : quatre Premiers ministres sont d'anciens élèves. Balliol accueille également un nombre très élevé d'étudiants étrangers.
Parmi les anciens étudiants de Balliol figurent :
- Nelson Annandale, zoologiste et anthropologue ;
- Herbert Henry Asquith, ancien premier ministre britannique ;
- John Beazley, historien de l'art ;
- Hilaire Belloc, écrivain ;
- James Bradley, Astronome royal
- Israel Brodie, Grand-rabbin du Royaume-Uni et du Commonwealth de 1948 à 1965 ;
- Cyril Connolly, écrivain ;
- Robertson Davies, écrivain ;
- Richard Dawkins, éthologue ;
- Kenneth Dover, historien ;
- Charles Du Bos, critique littéraire ;
- John Evelyn, mémorialiste de la période républicaine, théoricien du paysage
- Graham Greene, écrivain ;
- Harald V de Norvège ;
- Edward Heath, ancien premier ministre britannique ;
- Aldous Huxley, écrivain ;
- Boris Johnson, premier ministre britannique ;
- Ronald Knox, ecclésiastique et auteur de romans policiers ;
- Harold Macmillan, ancien premier ministre britannique ;
- Jean de Menasce, théologien et orientaliste ;
- Claude Montefiore, théologien ;
- Nada Al-Nashif, Haut-Commissaire adjointe de l'Organisation des Nations unies aux droits de l'homme ;
- Benedict Nicolson, historien de l'art ;
- Harold Nicolson, diplomate et écrivain ;
- Nigel Nicolson, écrivain ;
- Olav V de Norvège
- Ralph Palmer, pair et homme politique britannique.
- John Pope-Hennessy, historien de l'art ;
- Bob Rae, premier ministre de l'Ontario ;
- Bill Readings, théoricien de la littérature et critique de l'université contemporaine ;
- Robert Reid, lord chancelier
- Sacheverell Sitwell, critique d'art ;
- Adam Smith, économiste ;
- Logan Pearsall Smith, essayiste ;
- Algernon Swinburne, poète ;
- Arnold Joseph Toynbee, historien ;
- Richard von Weizsäcker, ancien président d'Allemagne ;
- John Wyclif, réformateur.
- Christopher Hitchens, journaliste.